# Оптические нейронные сети
Оптические нейронные сети — реализация искусственных нейронных сетей в виде оптических систем. Для обеспечения параллелизма в цифровом компьютере необходима параллельная работа многих элементов. Занимаемое ими пространство, с учётом пространства, необходимого для изоляции одного элемента от другого, может стать настолько большим, что на пластине кремния не останется места для размещения вычислительных цепей. В то же время соединение элементов с помощью световых лучей не требует изоляции между сигнальными путями, световые потоки могут проходить один через другой без взаимного влияния. Более того, сигнальные пути могут быть расположены в трёх измерениях. Плотность путей передачи ограничена только размерами источников света, их дивергенцией и размерами детектора. Кроме того, все сигнальные пути могут работать одновременно, тем самым обеспечивая огромный темп передачи данных. Данное направление позволяет разработать отдельные компоненты необходимые для построения нейрокомпьютера.

## Оптические матричные умножители
Когда искусственные нейронные сети моделируются на цифровом компьютере, присущая им параллельная природа вычислений теряется; каждая операция должна быть выполнена последовательно. Несмотря на большую скорость выполнения отдельных вычислений, количество операций, необходимых для выполнения умножения матриц, может стать слишком большим.
Были предложены различные электронно-оптические устройства, реализующие реальное параллельное матричное умножение .

## Голографические корреляторы
Голографические корреляторы запоминают образцовые изображения в виде либо плоской, либо объемной голограммы и восстанавливают их при когерентном освещении. Входное изображение, которое может быть зашумленным или неполным, подается на вход системы и одновременно коррелируется оптически со всеми запомненными образцовыми изображениями. Эти корреляции обрабатываются пороговой функцией и подаются обратно на вход системы, где наиболее сильные корреляции усиливают входное изображение. Усиленное изображение проходит через систему многократно, изменяясь при каждом проходе до тех пор, пока система не стабилизируется на требуемом изображении.
Таким образом, такие устройства являются физическими аналогами нейронной сети Хопфилда, нейронной сети Коско и многих других.

## Оптические-бактериородопсиновые нейронные сети
С развитием нанофотоники стало возможным в качестве основного материала для изготовления оптических нейросетей, использовать бактериородопсин-содержащие плёнки. Белок бактериородопсин близок по функции и структуре к зрительному родопсину. Таким образом, искусственная сетчатка, построенная на этой основе будет наиболее соответствовать физиологическому прототипу. Но на основе бактериродопсин возможно построение не только искусственной сетчатки, но и формального нейрона. Это позволяет в принципе реализовать любые виды современных искусственных нейронных сетей на основе мембран, содержащих белок бактериородопсина.
Следует отметить, что бактериородопсин - не единственный белок используемый в этих целях. Также перспективным для исследования является фотоактивный жёлтый белок PYP (photoactive yellow protein) - рецепторный белок, который например у организма Ectothiorhodopspira halophila . Этот белок обеспечивает отрицательный фототаксис бактерий - убегание от света.